# 雪铁龙凯旋

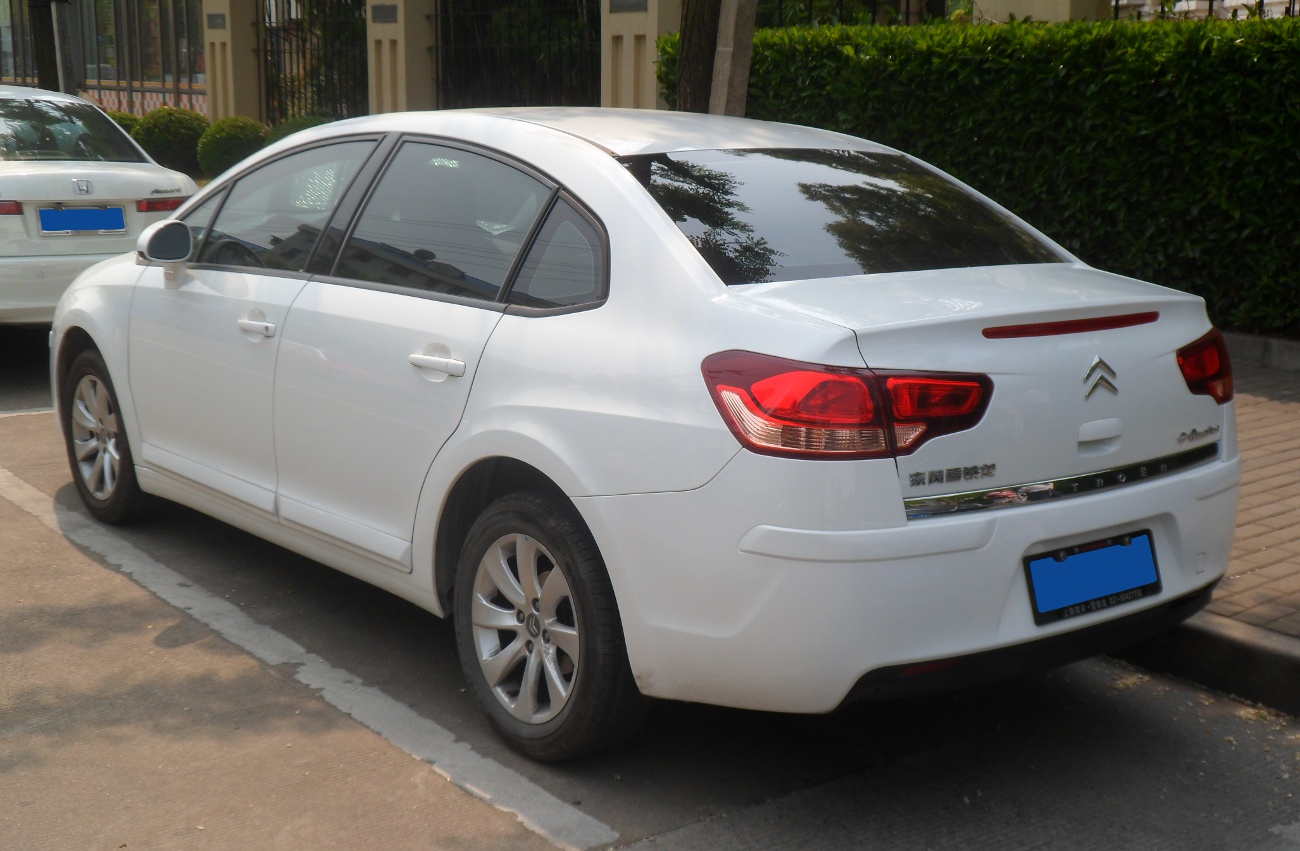
Citroën C-Quatre

雪铁龙 凯旋（Citroën C-Triomphe）是基于307sw旅行版设计的一款加长紧凑型四门三厢轿车，由东风汽车公司和法国标致雪铁龙集团合资的神龙汽车有限公司生产，于2006年推出，最初仅投放中国大陆市场。
2007年开始在雪铁龙公司位于阿根廷的工厂投产，在阿根廷与巴西的南美市场以及欧洲市场的销售名称为C4 Pallas。
这款车本质上是一个欧洲C4的三厢轿车版，这是因为相较于掀背车，中国市场更喜欢传统的三厢轿车。由于使用旅行版底盘，轴距加长以及车尾增加，使得该车的尺寸远远大于作为模板的两厢车（它的长度是4770毫米，轴距为2,710毫米，两厢版为4260毫米，轴距为2,610毫米）。这造成的凯旋轿车被归类在大型家庭轿车类。
凯旋也新增了一些独特的功能，如集成的空气清新器，可以让司机选择室内的气味。
并且由于数字“4”在中国是不吉利，因此没有保留C4的名称。2010年，伴随着新车型的揭幕，同样的命名方式被用在世嘉上。
2010年凯旋停产，其市场定位由2012年发布雪铁龙世嘉三厢版及相同底盘及动力配置的标致408取代。

## 主要技术参数
- 排量(cc)：2000
- 长/宽/高(mm)：4802/1773/1512
- 轴距(mm)：2710
- 最大功率(Kw)：108
- 最大扭矩(Nm/rpm)：200/4000
- 最高时速(Km/h)：205
- 百公里加速(s)：9.9
- 90Km/h等速油耗(L)：6.6

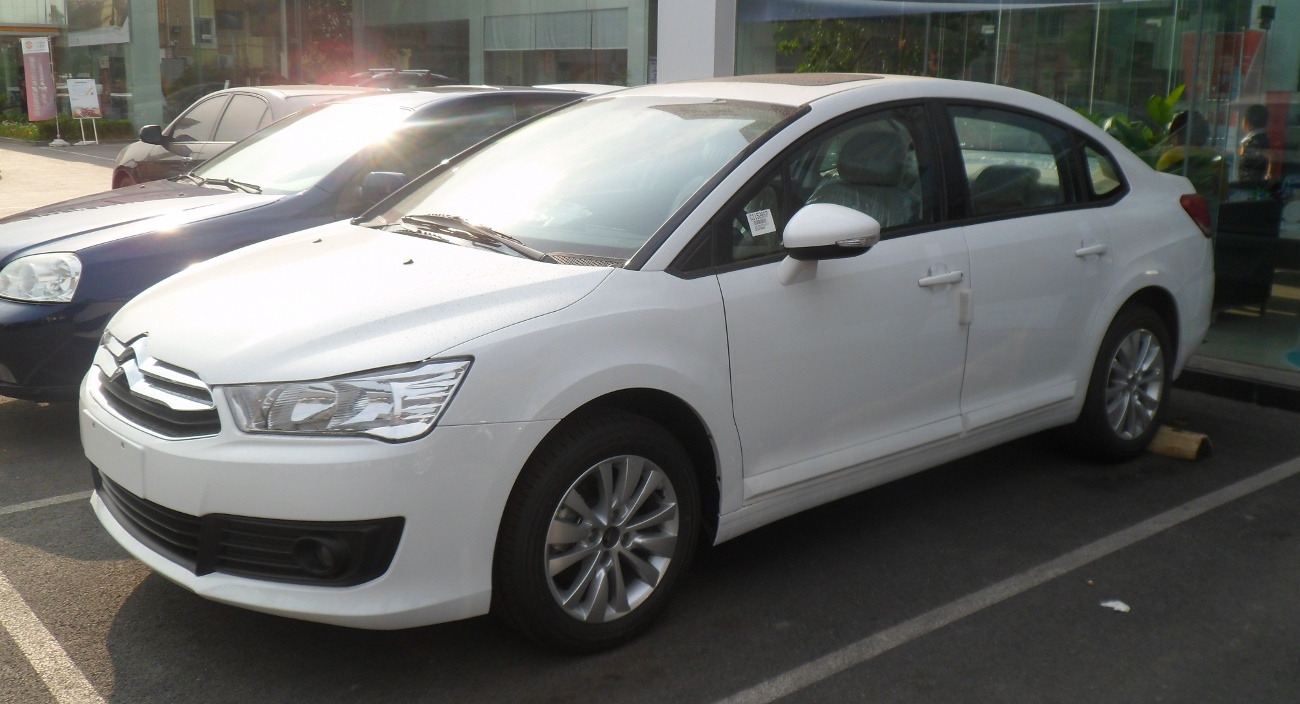
Citroën C-Quatre
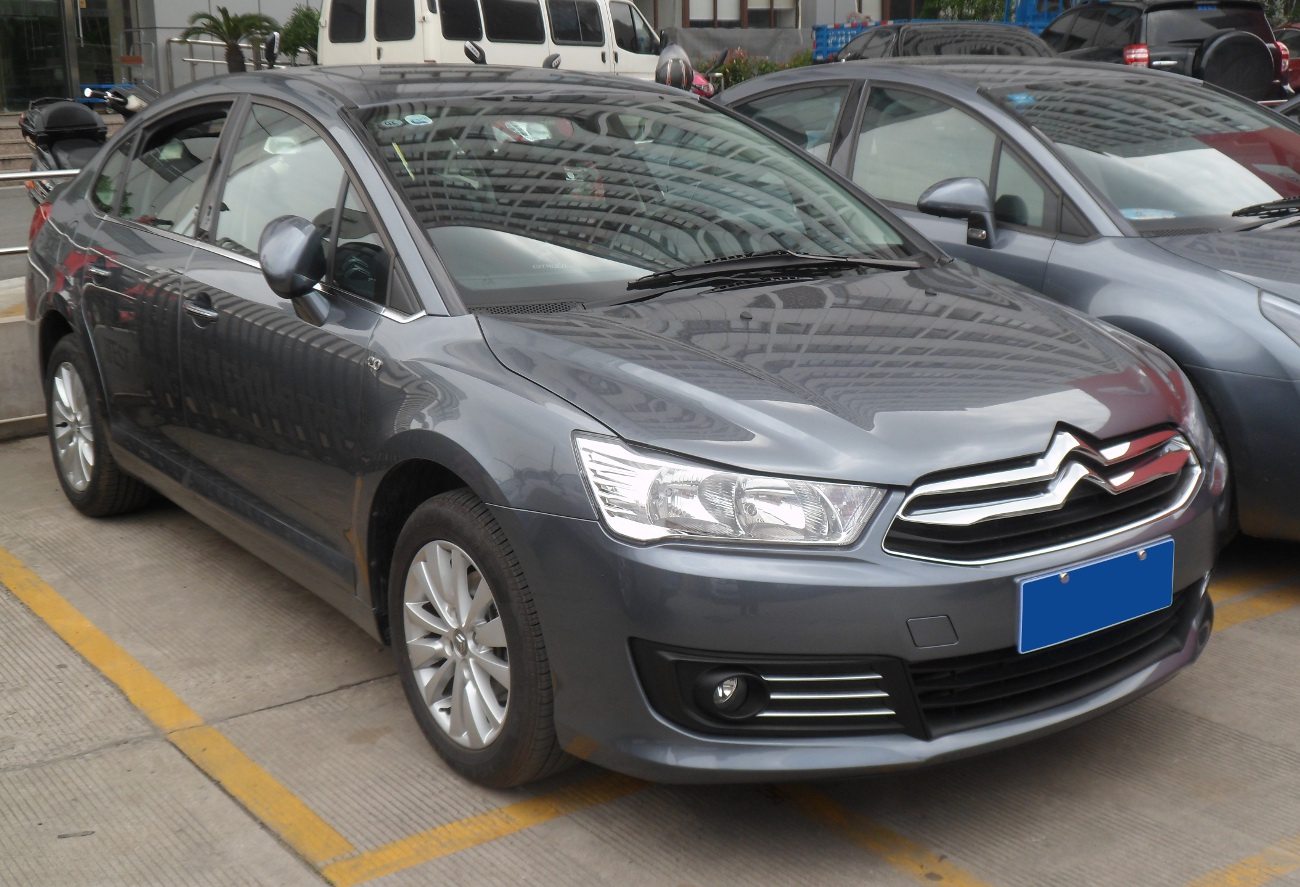
Citroën C-Quatre
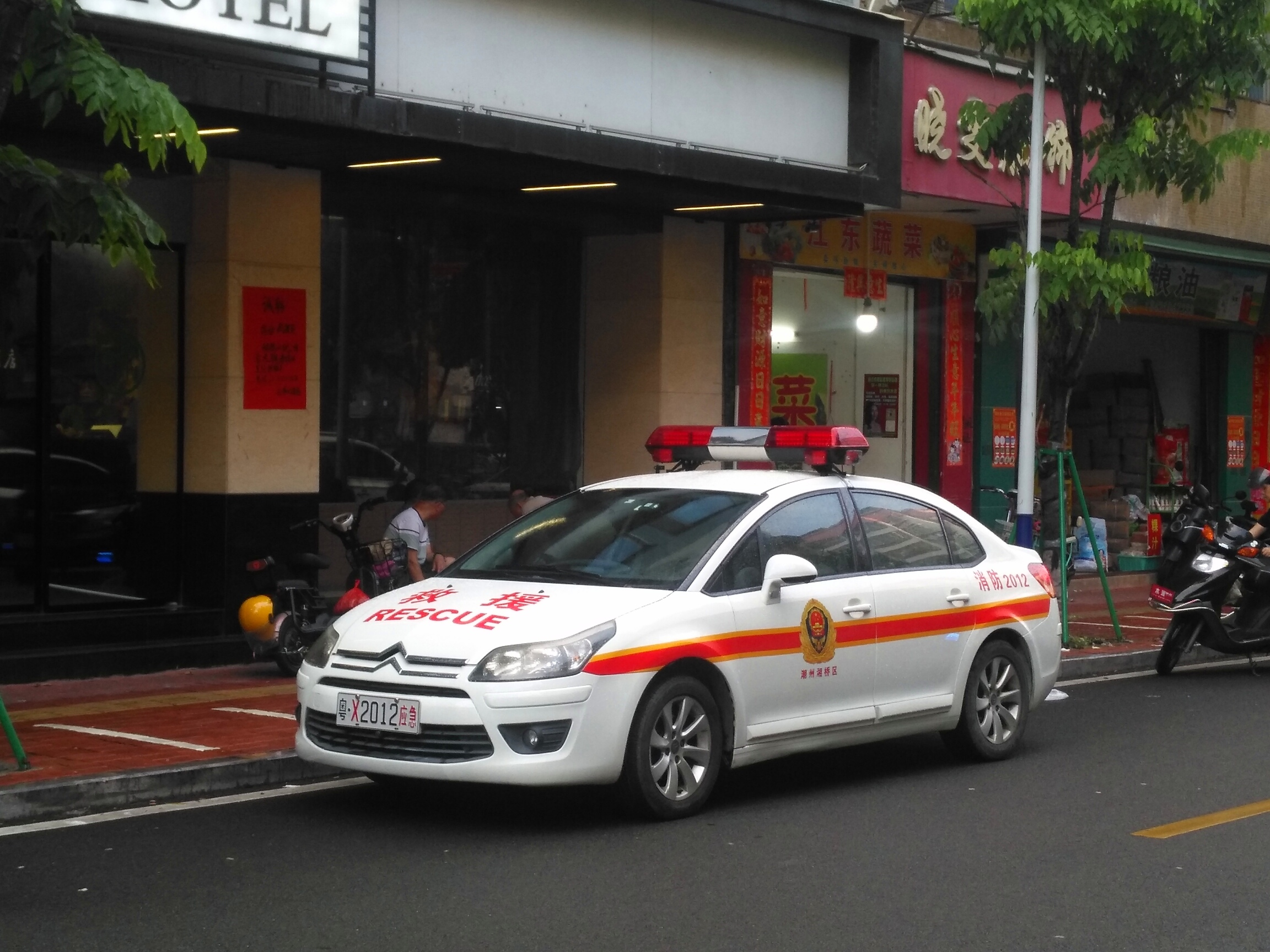
消防救援轿车